# Cernusco sul Naviglio
Cernusco sul Naviglio es una localidad y comune italiana de la provincia de Milán, región de Lombardía, con 30.369 habitantes.

## Evolución demográfica
| Gráfica de evolución demográfica de Cernusco sul Naviglio entre 1861 y 2001 |
|                                                                             |
| Fuente ISTAT - elaboración gráfica de Wikipedia                             |